# Hipodromul din Constantinopol

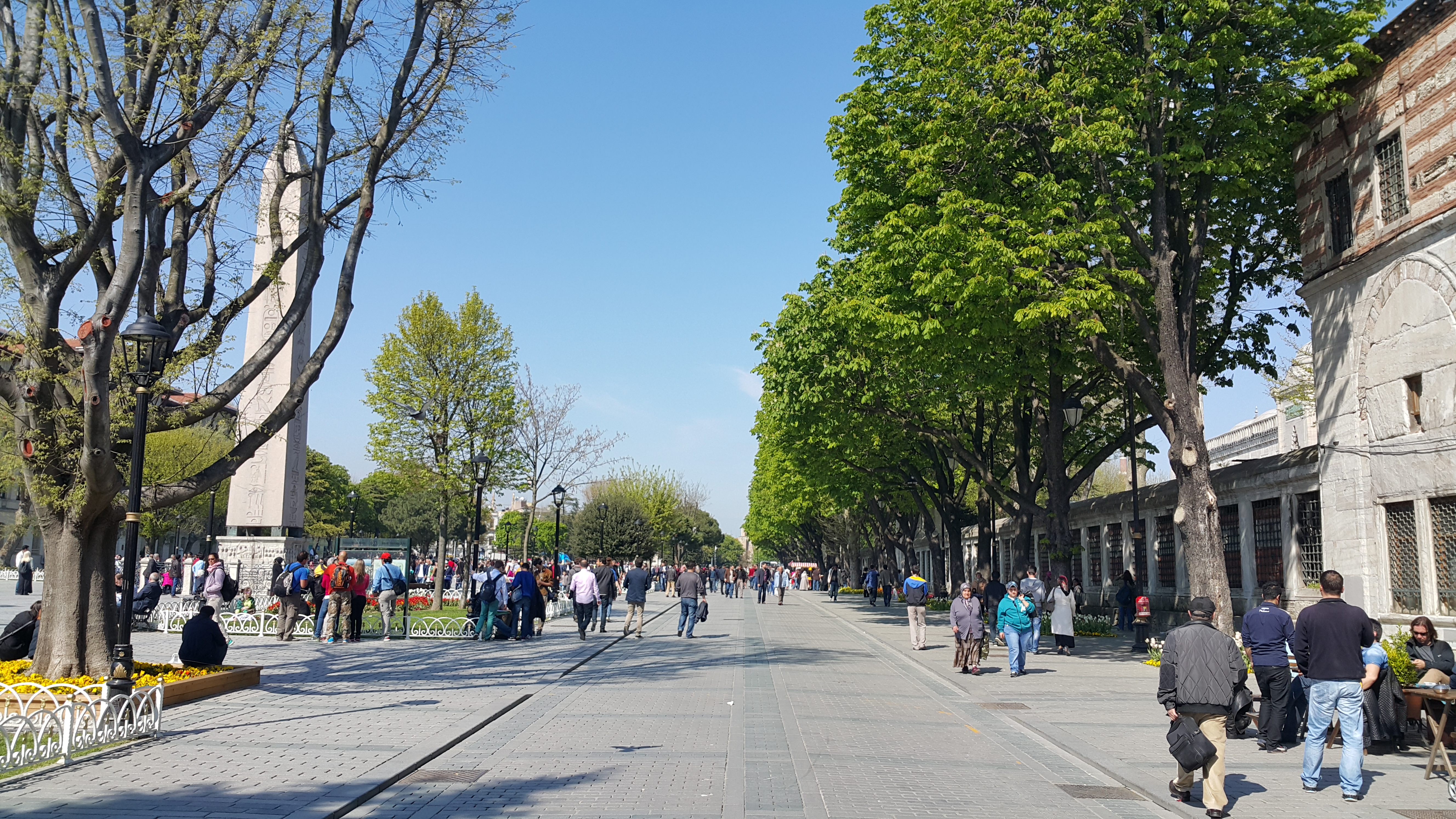
Vedere generală a Hipodromului din Constantinopol (piața Sultanahmet), Istanbul, Turcia, 2015

Hipodromul din Constantinopol (în greacă Ἱππόδρομος τῆς Κωνσταντινουπόλεως, în latină Circus Maximus Constantinopolitanus, în turcă Hipodrom) sau Piața Sultan Ahmet sau Sultanahmet (în turcă Sultanahmet Meydanı) este o piață din Istanbul, Turcia întreținută de guvern. Anterior, a fost un circus care era centrul sportiv și social al Constantinopolului, capitala Imperiului Bizantin.
Cuvântul hipodrom provine din grecescul  hippos (ἵππος), cal, și dromos (δρόμος), drum sau pistă. Din acest motiv, uneori se mai numește în turcă Atmeydanı („Piața calului”). Cursele de cai și cursele de care de luptă au fost distracții foarte populare în lumea antică, iar hipodromurile erau trăsături comune ale orașelor grecești din epoca elenistică, romană și bizantină.

## Istorie și utilizare

### Construcție

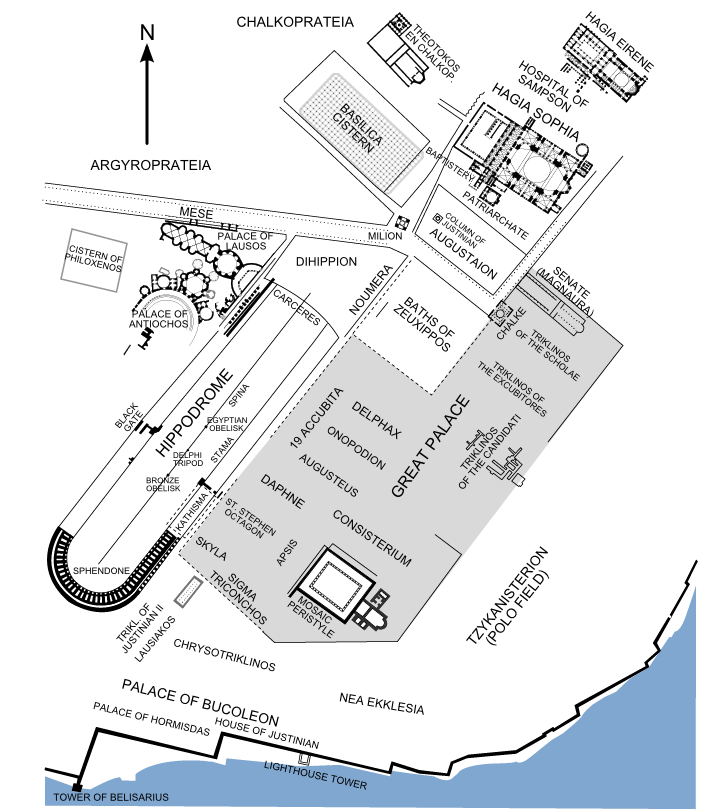
Amplasarea Hipodromului în Constantinopol

Cu toate că hipodromul este de obicei asociat cu zilele de glorie ale Constantinopolului ca o capitală imperială, acesta a fost construit de fapt înaintea acestei epoci. Primul hipodrom a fost construit în perioada în care orașul a fost numit Byzantium și a fost un oraș de provincie de importanță moderată. În anul 203 d.Hr., împăratul Septimius Severus a reconstruit orașul și i-a extins zidurile, înzestrându-l cu un hipodrom, o arenă pentru curse de care și alte distracții.
În anul 324 d.Hr., împăratul Constantin cel Mare a decis să reîntemeieze Bizanțul după victoria sa din Bătălia de la Chrysopolis, din apropiere; l-a redenumit Nova Roma (Noua Romă). Acest nume nu a fost folosit în mod oficial de autoritățile civile  și orașul a devenit în curând cunoscut sub numele de Constantinopol, Orașul lui Constantin. Constantin a mărit foarte mult orașul și una dintre principalele sale măsuri a fost renovarea Hipodromului. Se estimează că Hipodromul lui Constantin a fost de aproximativ 450 m lungime și 130 m lățime. Carceres (porțile de start) se găseau la capătul nordic; iar sphendone (tribuna curbată a structurii în formă de U, a cărei parte inferioară încă supraviețuiește) se afla la capătul sudic. Spina (bariera din mijloc a hipodromului) a fost împodobită cu diverse monumente, inclusiv un obelisc monolitic, a cărui ridicare este descrisă în sculpturi în relief de la baza sa.
Hipodromul a avut o capacitate de 100.000 de locuri pentru spectatori. Pista de curse a hipodromului avea formă de U, iar Kathisma (loja împăratului) era situată la capătul estic al pistei. În Kathisma se ajungea direct din Marele Palat printr-un pasaj pe care numai împăratul sau alți membri ai familiei imperiale îl puteau folosi.

### Decorări

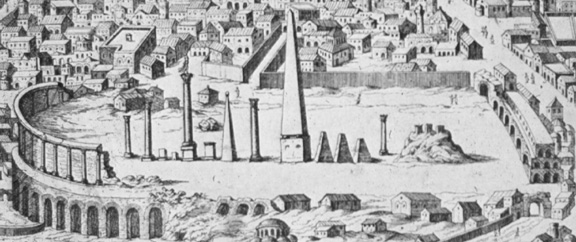
Ruinele hipodromului, dintr-o gravură a lui în lucrarea sa De Ludis Circensibus (Veneția, 1600). Gravura, datată 1580, probabil a fost inspirată pe un desen de la sfârșitul secolului al XV-lea. Spina care se găsea în centrul circuitului de curse de care era încă vizibilă atunci; în Istanbulul modern, doar trei dintre monumentele antice s-au păstrat.

Hipodromul a fost decorat cu numeroase statui de zei, împărați, animale și eroi, dintre care unele au fost lucrări celebre, cum ar fi cea a lui Heracle din secolul al IV-lea î.Hr. a sculptorului Lysippos, Romulus și Remus cu lupoaica Lupa sau Coloana șerpuită din secolul al V-lea î.Hr. Porțile Carceres aveau patru statui de cai din cupru aurit deasupra, numite acum Caii Sfântului Marcu (Cavalli di San Marco). Originea greacă sau romană exactă a cailor nu a fost niciodată determinată. Au fost furați în timpul Cruciadei a patra din 1204 și au fost montați pe fațada bazilicii Sfântul Marcu din Veneția. Pista a fost prevăzută cu alte statui din bronz ale unor celebri călăreți și conducători de care, dar nicio statuie nu a supraviețuit. În cartea sa De Ceremoniis⁠(d) (cartea a II-a, 15, 589), împăratul Constantin al VII-lea Porfirogenet a descris decorațiunile din hipodrom cu ocazia vizitei sarazinilor sau a arabilor, menționând tapițeria purpurie și tapiseriile rare. Conform lui Hesychius din Milet, în acest loc a fost odată o statuie a zeiței Hecate. 

### Rol
De-a lungul perioadei bizantine, Hipodromul a fost centrul vieții sociale a orașului. Sume uriașe au fost pariate pe cursele de care, inițial au participat câte patru echipe la aceste curse, fiecare sponsorizată financiar și susținută de un partid politic diferit (Deme) din Senatul Bizantin : Albaștrii (Venetoi; veneții), Verzii (Prasinoi; prasinii), Roșii (Rousioi; rousii) și Albii (Leukoi; leukii). Roșii (Rousioi) și Albii (Leukoi) și-au pierdut puterea treptat și au fost absorbiți de celelalte două facțiuni majore (Albaștrii și Verzii).
Un total de până la opt care (două care pe echipă), trase de câte patru cai, au concurat pe pista de curse a Hipodromului. Aceste curse nu au fost simple evenimente sportive, dar au oferit, de asemenea, unele dintre rarele ocazii în care împăratul și cetățenii obișnuiți s-au putut aduna într-un singur loc. Discuțiile politice au fost adesea purtate la Hipodrom, care putea fi accesat direct de împărat printr-un pasaj care lega Kathisma de Marele Palat din Constantinopol.
Rivalitățile sportive dintre Albaștri și Verzi au fost, uneori, și rivalități politice sau religioase și câteodată se transformau în revolte, care s-au transformat în războaie civile care au izbucnit în oraș între ei. Cea mai severă dintre acestea a fost răscoala Nika din 532, în care aproximativ 30.000 de oameni au fost uciși de soldații lui Belisarie și multe clădiri importante au fost distruse de răsculați, cum ar fi cea de-a doua Hagia Sofia din apropiere, catedrala bizantină. Actuala (a treia) Hagia Sofia a fost construită de Iustinian I după înăbușirea răscoalei Nika.

### Declin
Constantinopolul nu s-a mai recuperat niciodată după jefuirea sa în timpul cruciadei a patra și chiar dacă Imperiul Bizantin a supraviețuit până în 1453, Hipodromul a devenit o ruină, jefuit de venețienii care au luat cei patru cai care au fost instalați pe fațada bazilicii Sfântul Marcu din Veneția. Otomanii, conduși de sultanul Mahomed Cuceritorul, au preluat orașul în 1453 și l-au făcut capitala Imperiului Otoman. Aceștia însă nu erau interesați de cursele de care, iar Hipodromul a fost uitat treptat, cu toate că pe locul Hipodromului nu s-a construit nimic; dar hipodromul a fost folosit ca sursă de piatră de construcție.
Hipodromul a fost folosit în diverse ocazii, ca de exemplu ceremonia fastuoasă de circumcizie a fiilor sultanului Ahmed al III-lea. În miniaturile otomane, Hipodromul este prezentat cu scaunele și monumentele sale încă intacte. Deși structurile nu mai există, Piața Sultanahmet de astăzi urmează în mare măsură planul și dimensiunile hipodromului acum dispărut.

## Monumente ale Hipodromului

### Coloana șerpuită

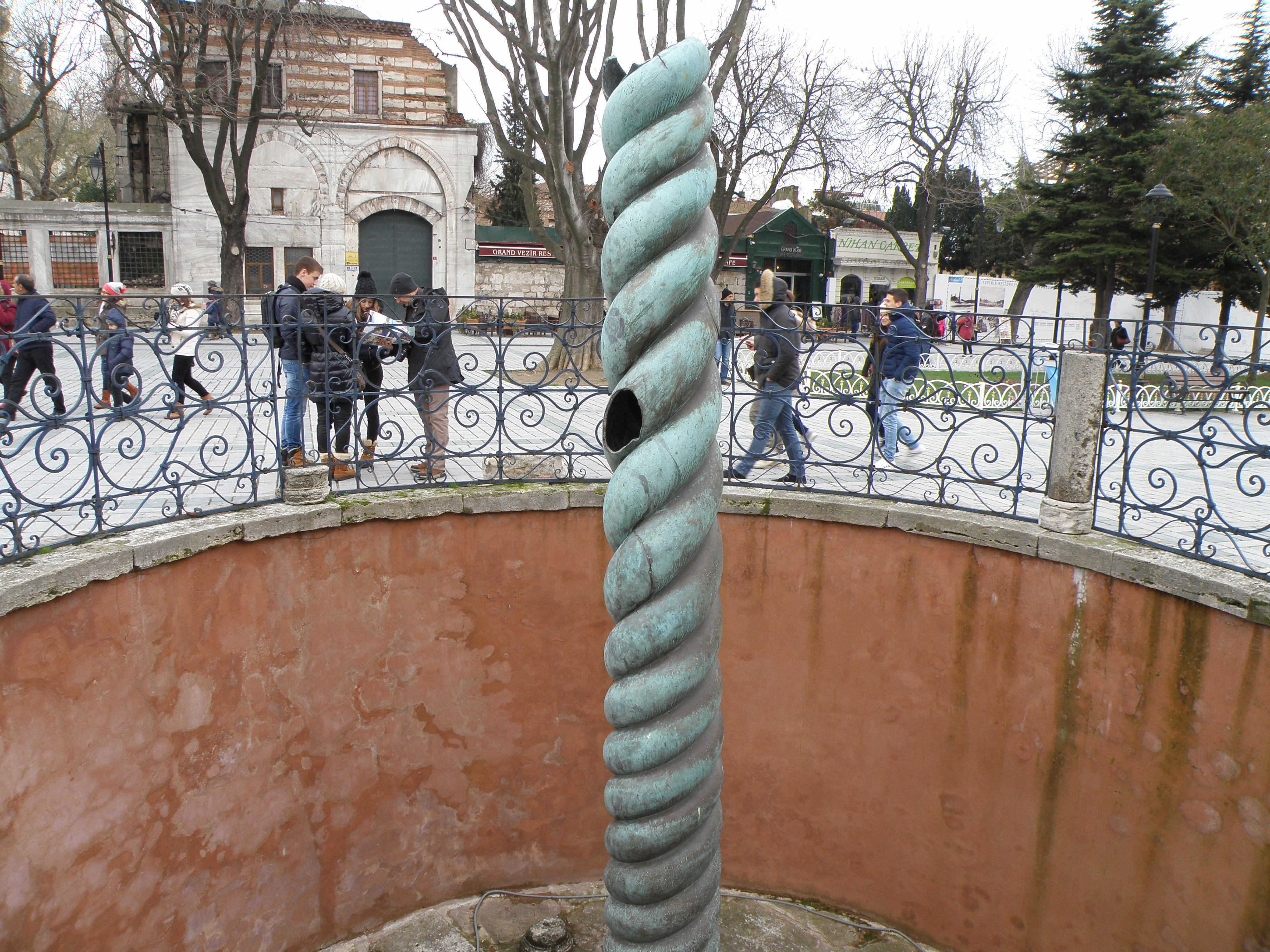
Coloana Șarpelui

Pentru a îmbunătăți imaginea noii sale capitale, Constantin cel Mare și succesorii săi, mai ales împăratul Teodosiu cel Mare, au adus opere de artă din tot imperiul pentru a o împodobi. Monumentele au fost amplasate în mijlocul Hipodromului, denumit spina. Printre aceste monumente se număra trepiedul de sacrificii din Plataea, cunoscut acum sub numele de Coloana șerpuită, sau Coloana șarpelui, monument care a fost ridicat inițial pentru a sărbători victoria grecilor asupra perșilor în timpul războaielor medice din secolul al V-lea î.Hr. Constantin a ordonat mutarea trepiedului din Templul lui Apollo din Delphi și așezarea în mijlocul Hipodromului. Vârful a fost împodobit cu un vas din aur susținut de trei capete de șarpe, deși se pare că acesta nu a fost adus niciodată la Constantinopol. Cele trei capete de șarpe și treimea superioară a coloanei au fost distruse în 1700. Părți din capete au fost recuperate și sunt expuse la Muzeul de Arheologie din Istanbul. Tot ce a mai rămas astăzi din trepiedul de la Delphi este baza sa, cunoscută sub numele de „Coloana șerpuită”.

### Obeliscul lui Tutmes al III-lea

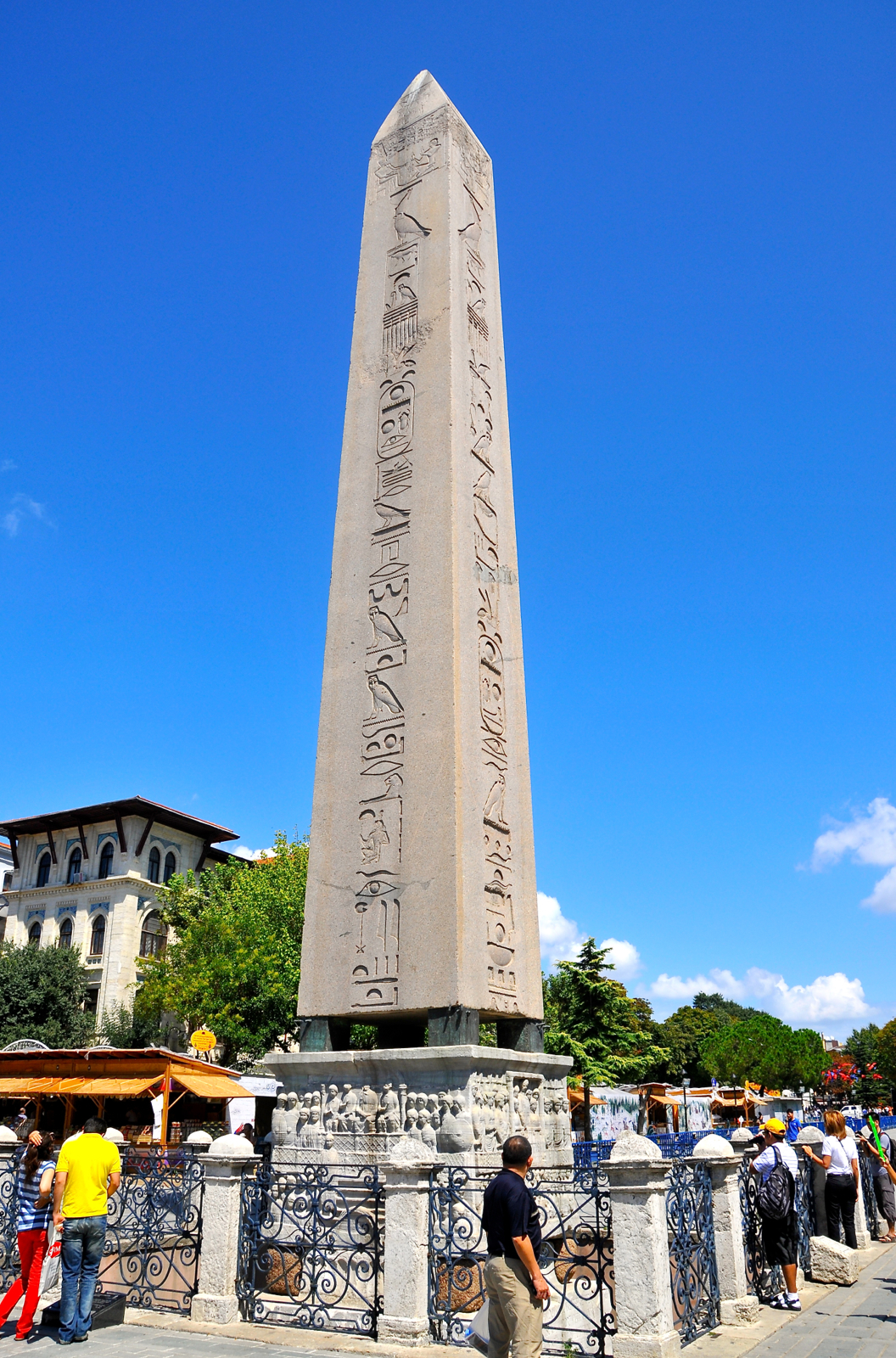
Obeliscul lui Teodosie în Hipodrom

Un alt împărat care a împodobit Hipodromul a fost Teodosiu cel Mare, care în 390 a adus un obelisc din Egipt și l-a ridicat în interiorul pistei de curse. Sculptat din granit roz, a fost inițial ridicat în complexul Karnak din Luxor în timpul domniei faraonului Tutmes al III-lea în jurul anului 1490 î.Hr. Teodosiu a poruncit ca obeliscul să fie tăiat în trei bucăți care au fost aduse la Constantinopol. Secțiunea superioară supraviețuiește și se află astăzi în locul unde Teodosiu a așezat-o, pe un piedestal de marmură. Obeliscul din granit cunoscut în limba turcă ca Dikilitaș a supraviețuit aproape 3.500 de ani într-o stare uimitor de bună. Într-un detaliu al piedestalului care susține obeliscul se poate vedea Teodosie I care oferă lauri ai victoriei.

### Obeliscul zidit

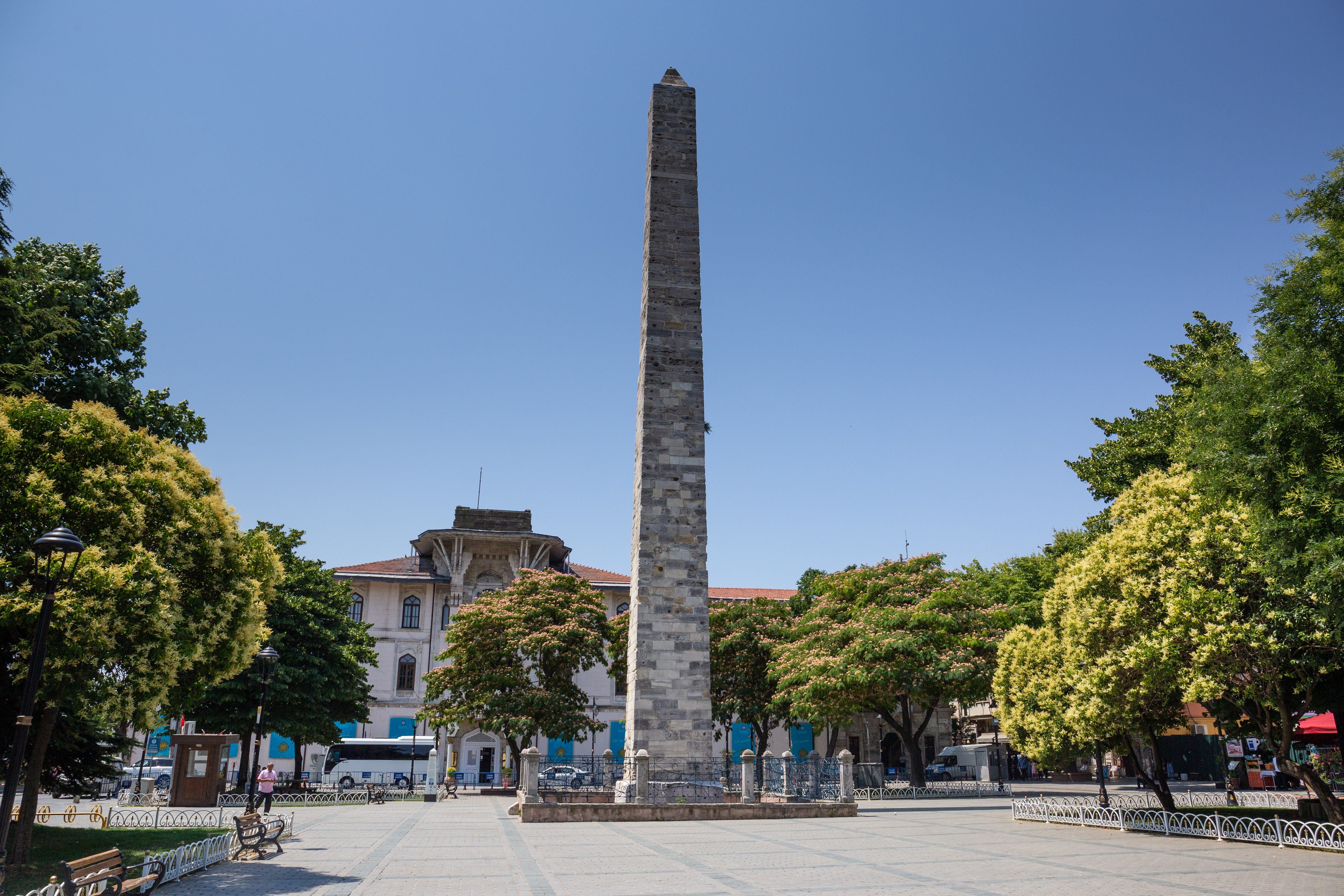
Obeliscul zidit (Örme Dikilitaş)

În secolul al X-lea împăratul Constantin al VII-lea Porfirogenet a construit un alt obelisc în celălalt capăt al Hipodromului. Acesta a fost inițial acoperit cu plăci din bronz aurit, dar au fost furate de trupele latine în cruciada a patra. Miezul din piatră al acestui monument a supraviețuit și este cunoscut sub numele de Obeliscul zidit sau coloana zidită.

### Statuile lui Porphyrius
Șapte statui au fost ridicate pe spina Hipodromului în cinstea lui Porphyrius, un legendar conducător de care de la începutul secolului al VI-lea, care a concurat pentru cele două echipe numite „Verzii” și „Albaștrii”. Niciuna dintre aceste statui nu a supraviețuit. Soclurile a două dintre ele au supraviețuit și sunt expuse în Muzeul Arheologic din Istanbul.

## Descriere contemporană

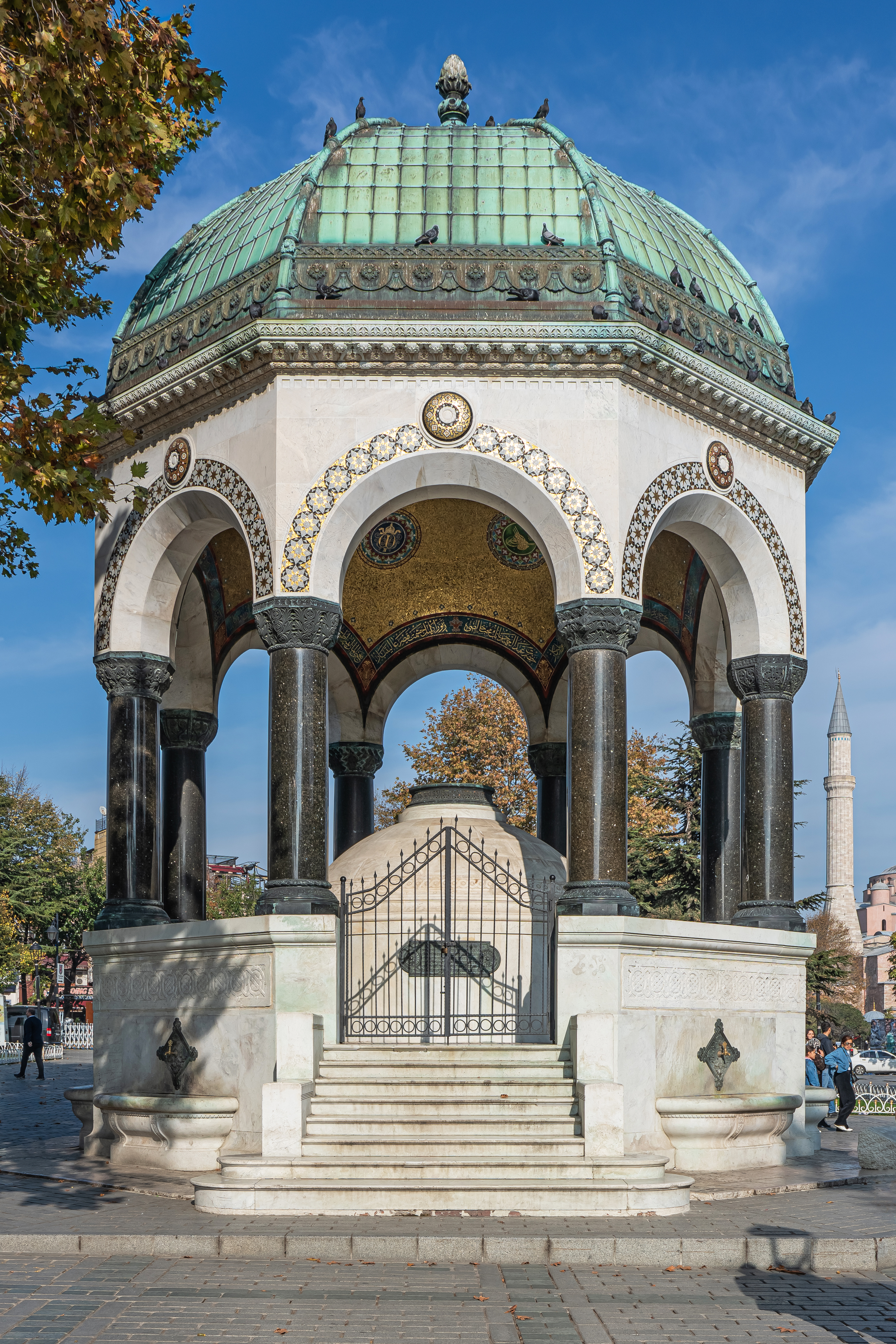
Fântâna germană

Zona se numește oficial Piața Sultan Ahmet. Este întreținută de Guvernul Turciei. Traseul vechii piste de curse a fost marcat cu pavaj, deși pista istorică se găsește la aproximativ 2 m sub suprafața actuală. Monumentele supraviețuitoare din spina (mijlocul Hipodromului), cele două obeliscuri și Coloana șerpuită, se găsesc acum  într-o grădină amenajată.
Fântâna germană (sau „Fântâna Kaiser Wilhelm” în turcă: Alman Çeșmesi, în germană: Deutscher Brunnen) este o fântână cu cupolă octogonală în stil neobizantin, care a fost construită de Guvernul Germaniei în 1900 pentru a marca vizita împăratului german Wilhelm al II-lea la Istanbul în 1898. Aceasta se află la intrare nordică în zona Hipodromului, chiar în fața Moscheii Albastre.
În 1855, Sir Charles Newton, arheologul englez care a excavat  orașele antice Halicarnas (acum Bodrum, Turcia) și Caria (acum Cnidus, Grecia), a excavat maxilarul supraviețuitor al unui șarpe din Coloana șerpuită. Hipodromul a fost excavat de către directorul muzeelor arheologice din Istanbul, arheologul Rüstem Duyuran în 1950 și 1951.
O porțiune din sub-structurile denumite sphendon (capătul curbat în formă de U) a devenit mai vizibilă în anii 1980, odată cu curățarea caselor din zonă. În 1993, o zonă din fața Moscheii Sultanahmet din apropiere (Moscheea Albastră) a fost nivelată cu buldozerul pentru a se construi o clădire publică, descoperindu-se astfel mai multe rânduri de scaune și câteva coloane ale Hipodromului. Investigațiile nu au mers mai departe, dar scaunele și coloanele au fost mutate și în prezent pot fi văzute în muzeele din Istanbul. Este posibil ca mult mai multe rămășițe ale Hipodromului să se afle încă sub parcul Sultanahmet.
Hipodromul a fost înfățișat pe reversul bancnotelor de 500 de lire turcești din 1953–1976.

## Galerie de imagini

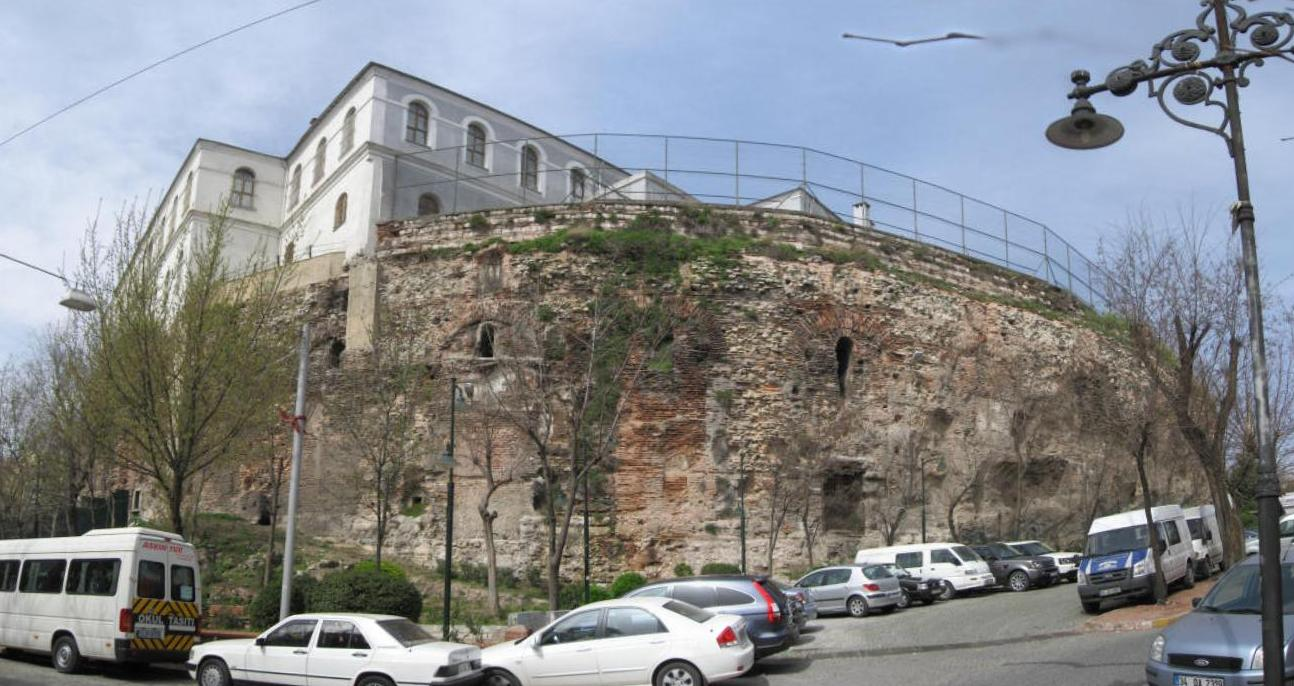
Zidurile inferioare supraviețuitoare ale Sfendonei, tribuna curbată
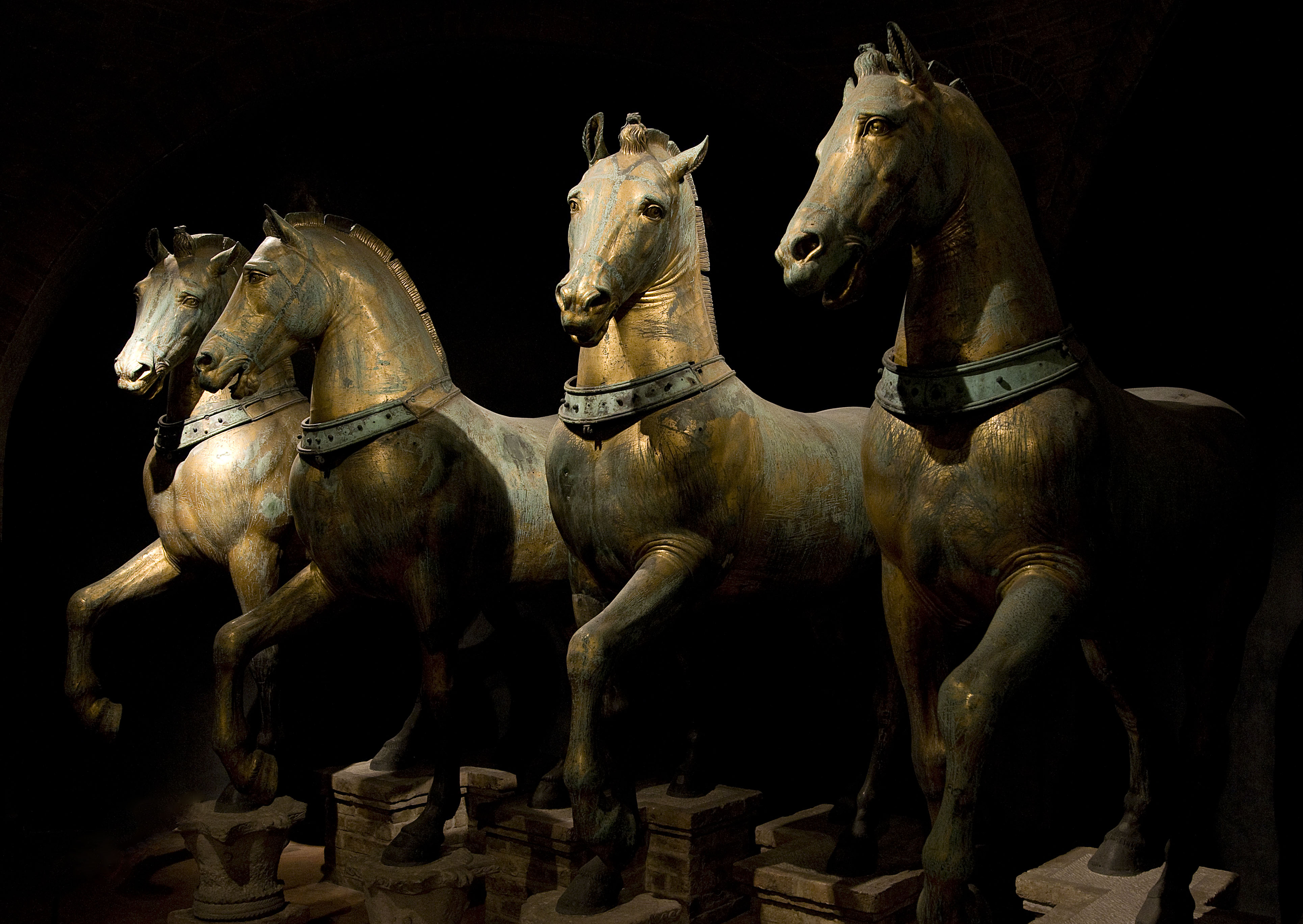
Cei patru cai din bronz care erau în Hipodrom, furați de cruciați, astăzi la Veneția, la Basilica San Marco.
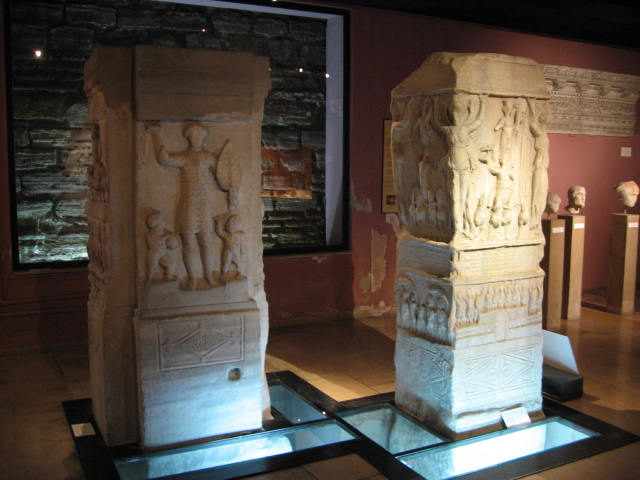
Soclul statuilor lui Porphyrios, păstrată în Muzeul Istanbul.
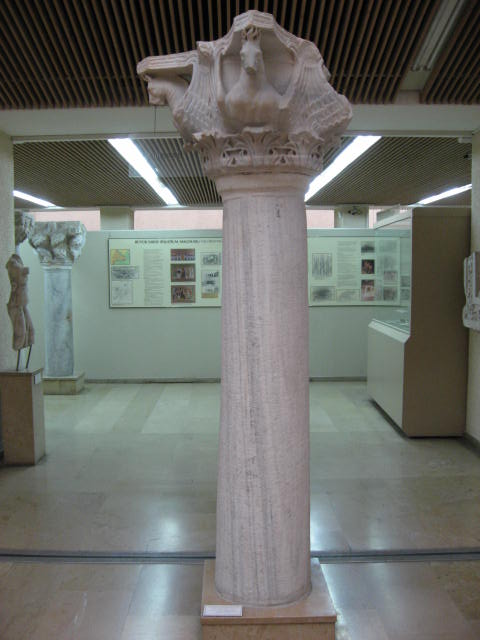
Coloană cu Pegas, probabil parte a Kathisma
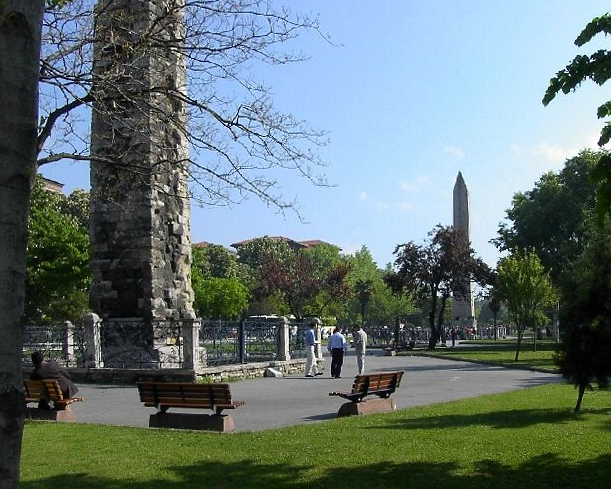
Hipodromul în 2005, cu obeliscul zidit în prim plan și  Obeliscul lui Tutmosis III în dreapta
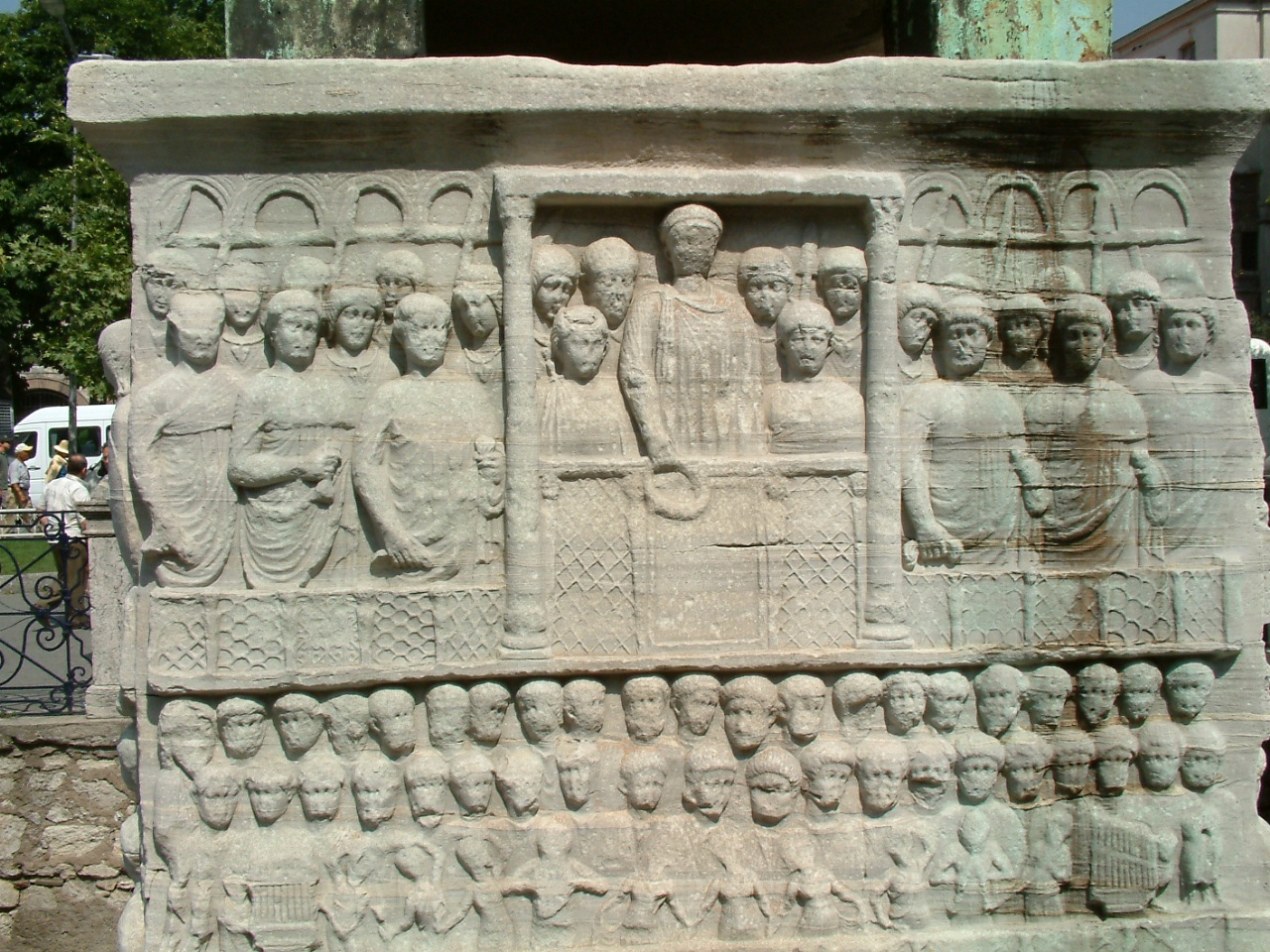
Baza obeliscului lui Tutmosis al III-lea care îl arată pe împăratul Teodosiu I în timp ce oferă o coroană de lauri învingătorului de la Hipodrom.
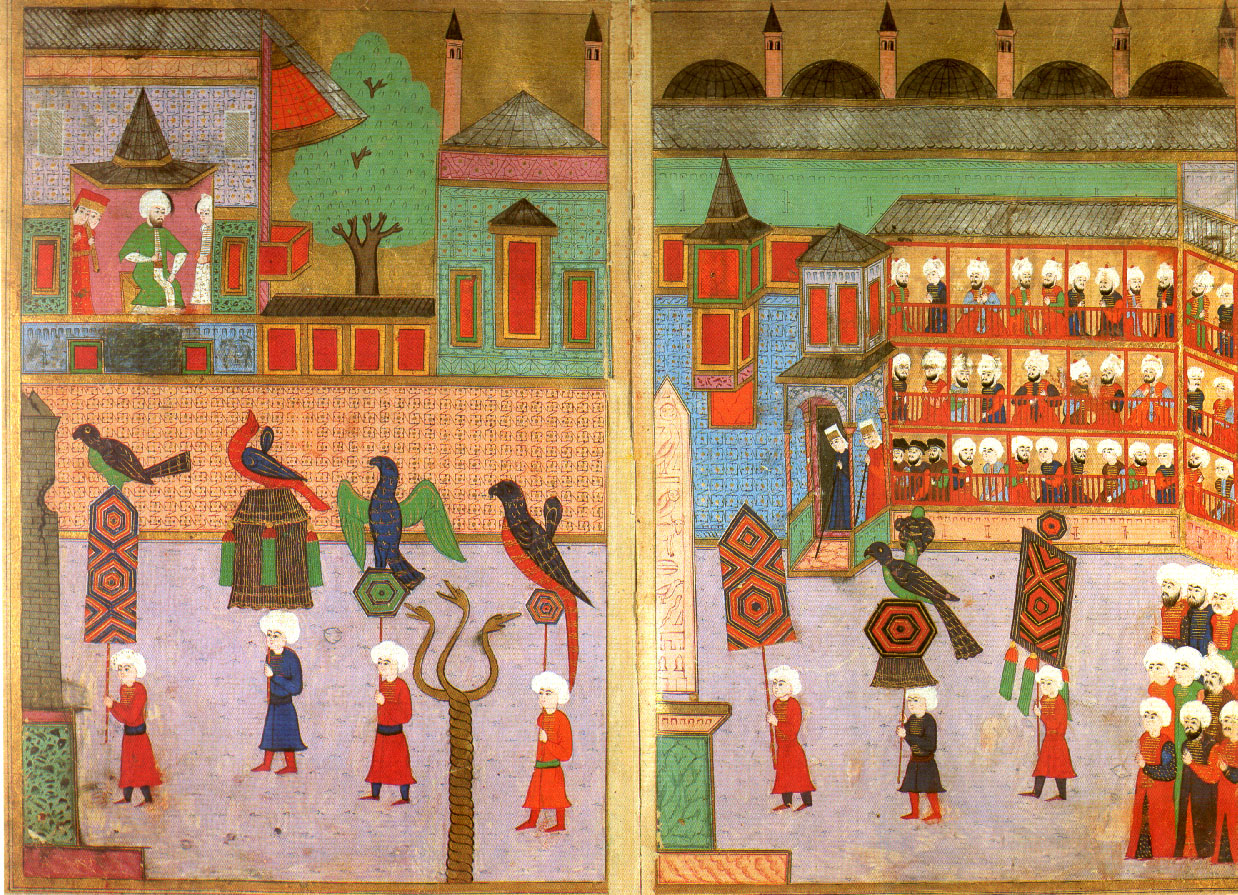
Procesiune a breslelor în fața sultanului, pe hipodrom, miniatură otomană (1582)
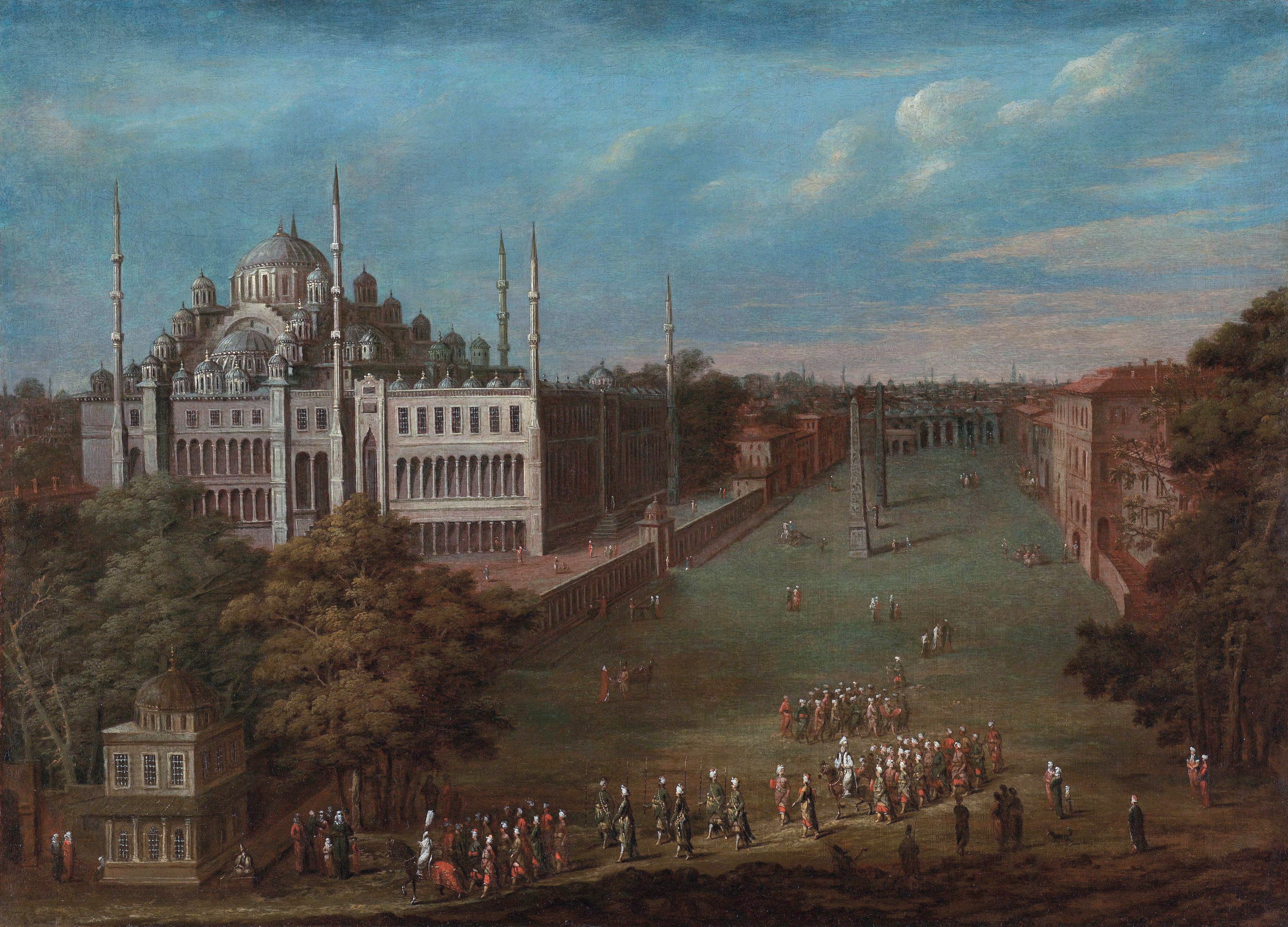
Marele vizir care traversează Atmeydanı de Jean Baptiste Vanmour⁠(d) arată Hipodromul și Moscheea Sultan Ahmed la începutul secolului al XVII-lea
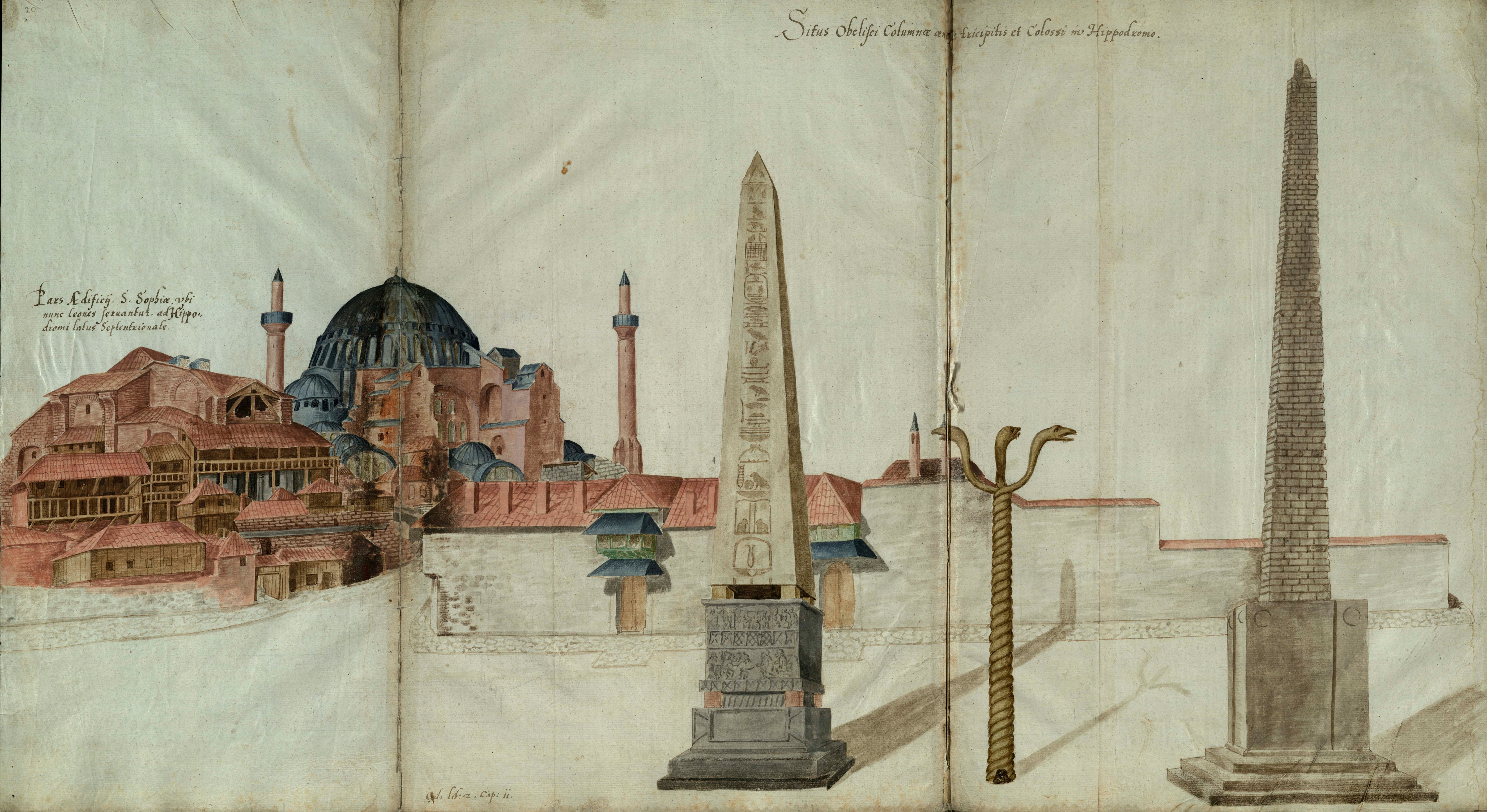
Spina Hipodromului și Hagia Sophia, într-un manuscris din biblioteca Trinity College, Cambridge
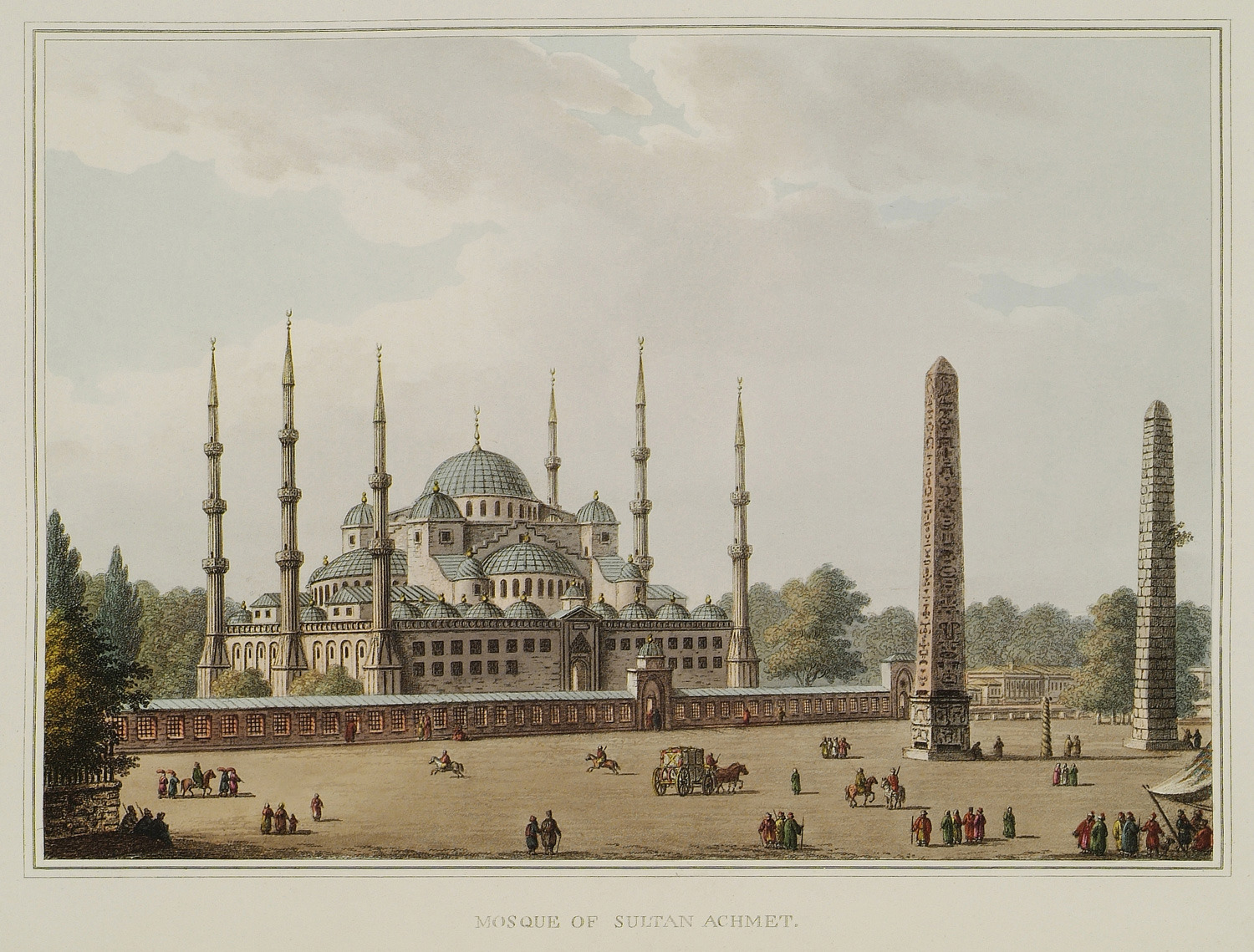
Gravură de William Watts după Luigi Mayer⁠(d) cu Moscheea Atmeydanı și Sultan Ahmet